# Pierre Seignette
Pierre Seignette (4 décembre 1660 - 11 mars 1719) est un médecin français.

## Biographie
Né à La Rochelle dans une famille protestante, après des études à Saumur il fut reçu médecin à Caen le 27 mars 1683. Il se convertit vers 1686 au catholicisme ce qui lui permet d'être admis au Collège des médecins de La Rochelle.
Il s'intéresse également aux eaux thermales et entreprend à cet effet un voyage de recherche dans les Pyrénées en 1696.
En 1701 il deviendra médecin de Monsieur, frère du Roi, puis de son fils, Philippe d'Orléans, le futur régent.
On lui attribue souvent la découverte du sel polychreste dit sel de Seignette mais ce sont les travaux de son grand-père Jehan puis de son père Élie et de son oncle Jehan qui sont à l'origine de cette découverte. Pierre Seignette n'était nullement apothicaire.
Il épouse successivement Élisabeth Denis, Esther Faneuil (fille du marchand Benjamin Faneuil et de Marie Bernon, et de la famille de Peter Faneuil) puis Marguerite Diserotte. De son second mariage naît Pierre-Samuel Seignette, maire de La Rochelle de 1760 à 1764 (lui-même père de Pierre-Henri Seignette et de Paul Louis Seignette des Marais).

## Œuvres
Ses principales publications concerne sa découverte :
- Les principales utilités et l’usage le plus familier du véritable sel polychreste.
- La nature, les effects et les usages du sel alcalinitreux de Seignette.
- Le faux sel polychreste, les utilités de la poudre polychreste, La Rochelle, 1675.